# Live at Sweet Basil
Live at Sweet Basil ist ein Album von Gil Evans & The Monday Night Orchestra. Die Aufnahmen, die im New Yorker Jazzclub Sweet Basil am 20. und 27. August 1984 mitgeschnitten wurden, erschienen 1984 auf zwei CDs bzw. als Doppelalbum auf dem japanischen Label King Records (bzw. bei Electric Bird), 1987 auf Gramavision Records.

## Hintergrund
Der Pianist, Arrangeur und Bandleader Gil Evans nahm mit seinem Monday Night Orchestra in den frühen 1980er Jahren eine Reihe von Livealben auf, beginnend mit Live at the Public Theatre (New York 1980), Lunar Eclipse (1981), Priestess (1983). Seit Anfang 1983 spielte er mit der Band montags in Horst Liepolts Sweet Basil. Die Darbietungen der Band wurden dort von ganzen Busladungen von europäischen und japanischen Touristen verfolgt. Die Musik war frisch und unvorhersagbar, so dass Liepolt sie an zwei aufeinander folgenden Montagen in der zweiten Augusthälfte 1984 für das japanische Label King Records aufnehmen ließ.
Solisten waren Howard Johnson (Bassklarinette) und Lew Soloff (Trompete) in Parabola,  Hiram Bullock (Gitarre) und Howard Johnson (Tuba) in Voodoo Chile, George Adams (Tenorsaxophon) in Orange Was the Colour of Her Dress, Then Blue Silk, Lew Soloff in Prince of Darkness, Pete Levin (Synthesizer), Howard Johnson (Tuba) und Lew Soloff in Blues in C sowie Chris Hunter in Goodbye Pork Pie Hat.
Weitere Live-Mitschnitte aus dem Sweet Basil folgten im Dezember 1986, Bud and Bird und Farewell, mit deren Abmischung Evans extrem unzufrieden war. Daher waren die Alben bis zu seinem Tod nicht in Nordamerika erhältlich.

## Titelliste
- Gil Evans & The Monday Night Orchestra: Live at Sweet Basil (Electric Bird – K23P 6355-6)[3]
  1. Parabola (Alan Shorter / Wayne Shorter) 18:27
  2. Voodoo Chile (Jimi Hendrix) 7:16
  3. Orange Was the Colour of Her Dress, Then Blue Silk (Charles Mingus) 6:03
  4. Prince of Darkness (Herbie Hancock / Wayne Shorter) 5:49
  5. Blues in C″ (John’s Memory/Cheryl/Bird Feathers/Relaxin’ at Camarillo) (Charlie Parker) 24:42
  6. Goodbye Pork Pie Hat (Mingus) 9:30
  7. Up from the Skies (Jimi Hendrix) 8:28

## Editorischer Hinweis
1986 folgte das Doppelalbum Gil Evans & The Monday Night Orchestra – Live at Sweet Basil Vol. 2, mit den Titeln Jelly Roll, Friday the 13th, Gone, Prelude to Stone Free, Stone Free und Snowflake Bop, die ebenfalls am 20. und 27. August 1984 aufgenommen wurden.

## Rezeption
Ron Wynn meinte in AllMusic, „die Versionen von Shorters ‚Parabola‘ und Hancocks ‚Prince of Darkness‘ sind facettenreich und lassen sich mit fast allem vergleichen, was bisher von Evans-Aggregationen gemacht wurde. Es war vielleicht nicht ‚cool‘, aber es war mit Sicherheit großartiger Jazz.“
Nach Ansicht von Simon Adams (Jazz Journal) war Gil Evans in dieser späten Phase seiner Karriere „lockerer als je zuvor“; der Autor findet den Mitschnitt immer noch sehr ansprechend. Zwar sei einiges von dem, was in diesem Set passiere, ziemlich gewöhnlich, aber es sage alles darüber aus, „dass wir immer das Außergewöhnliche von ihm erwartet haben.“ Mit diesem „normalen“ Outfit hatte Gil eine der besten Riff-betonten Big-Bands seiner Zeit gegründet, ein modernes Basie-Orchester mit metronomischen Fähigkeiten. In Stone Free hätten di Musiker um Evans einen Groove geschaffen, der wie ein Uhrwerk arbeite, die Ensemblepassagen unterstütze „und dann leise hinter Howard Johnsons Baritonsolo agiere, immer auf seine Richtungswechsel reagiert und sofort bereit ist, mit Unterstützung oder Bestätigung einzugreifen.“ Adams meint, die Musiker ließen alles mühelos erscheinen, aber diese Kontrolle spreche Bände über ihre kollektiven Fähigkeiten. „Ich behaupte immer noch, dass es eine Magie an einer Live-Gil-Evans-Aufführung gab, mit der nur wenige mithalten konnten, und ein Teil der Magie ist auf diesem Set eingefangen.“
Nach Ansicht von Richard Cook und Brian Morton, die in ihrem Penguin Guide to Jazz das Album mit drei Sternen auszeichneten, spielten die Bands von Gil Evans der 1980er Jahre, allen voran das Monday Night Orchestra, „Musik mit offener Textur, die sich an melodischen Grundstrukturen orientiert. Sie sind untrennbar mit Miles’ neuem Konzept verbunden, mit seinen Rock- und Popthemen, der täuschenden Ordnung und der erneuerten Bluesorientierung.“